# Едгар Стрийт
Едгар Стрийт (на английски: Edgar Street) е футболен стадион, намиращ се в град Херефорд, Англия и е домът на футболен клуб Херефорд Юнайтед от 1924 г. Това е най-големият футболен стадион в графство Херефордшър и се намира около центъра на града, непосредствено до пазара за добитък. Името на стадиона идва от улицата, на която е разположен, a въпросната улица принадлежи към шосе А49, което свързва части от западна Англия.